# Computer to film
Computer to film – technologia tworzenia formy kopiowej na potrzeby poligrafii, która polega na naświetlaniu z komputera klisz na urządzeniu zwanym naświetlarką. W praktyce termin ten jest jednak stosowany w znaczeniu jednej z dwu podstawowych metod prowadzących do stworzenia formy drukowej w druku offsetowym. Drugą jest CtP (ang. Computer-to-Plate). W obu przypadkach efektem końcowym jest taka sama forma drukowa, tzw. blacha. Różnica polega na technologii wykonania, a co za tym idzie – na czasie pracy i jakości efektu końcowego. W praktycznych zastosowaniach CtF jest poprzednikiem CtP.

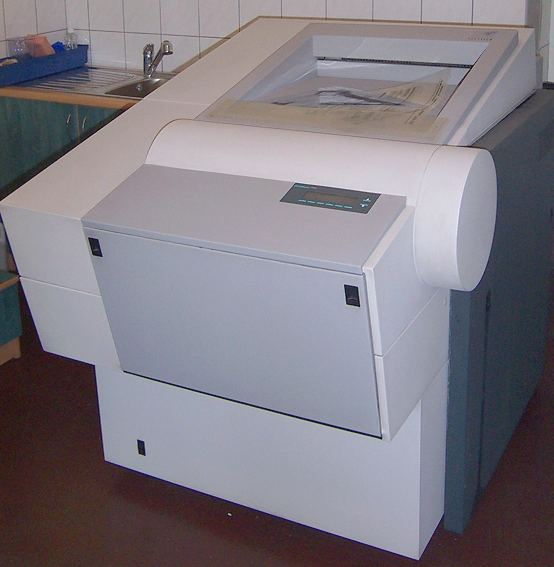
naświetlarka CtF typu DotMate5000P (ScanView)

Technologia CtF polega na dodatkowym etapie pośrednim – wykonaniu klisz. Strony publikacji są naświetlane z plików postscriptowych na naświetlarce. Klisze (po wywołaniu) służą do stykowego kopiowania na kopioramie na formy drukowe – właśnie owe blachy, które na tym etapie procesu są jeszcze światłoczułe (tzw. presensybilizowane). Po wywołaniu blach można je zakładać na maszynę drukarską.
Na marginesie można dodać, że formy drukowe presensybilizowane utrzymują swoją światłoczułość nawet po ich wywołaniu – warstwą światłoczułą są fotopolimery i w zależności od tego, czy są pozytywowe czy negatywowe ich wytrzymałość pod wpływem światła zmniejsza się lub zwiększa.
Wady CtF: Fakt istnienia klisz wymusza dodatkową czynność zwaną montażem. Jest to montaż ręczny, a czynnik ludzki jest przyczyną niedokładności w pasowaniu kolejnych klisz (w przypadku druku barwnego składającego się z nakładania na siebie kolejnych kolorów podstawowych), jak również niedokładności spowodowanej montowaniem (przyklejaniem) wielu mniejszych klisz na jedną większą wspólną folię montażową (tzw. astralon) – o wielkości dopasowanej do zadrukowywanego arkusza. Ponadto klisze, jako materiał delikatny, z trudem utrzymują stabilność wymiarową oraz są podatne na zanieczyszczenia i uszkodzenia mechaniczne. Naświetlanie blach z klisz utrudnia również zapanowanie nad dokładnością punktu rastrowego (jego wielkość i kształt), co powoduje utrudnienia w zachowaniu wierności kolorystycznej.
Jednakże jedynie technologia CtF jest dostępna dla ciągle jeszcze wielkiej liczby małych drukarni, jak i większości drukarni średniej wielkości. Jest to spowodowane wciąż jeszcze dużymi kosztami uruchomienia tej nowej technologii. Koszty te są związane nie tylko z samymi urządzeniami, ale i pozyskaniem odpowiednio wykształconego i doświadczonego personelu do ich obsługi. Ponadto drukarnie dysponujące już technologią CtP z reguły nie świadczą usługowego wykonywania form drukowych na zewnątrz.
W druku offsetowym istnieją również metody tworzenia form drukowych bezpośrednio na maszynie drukarskiej, które noszą ogólną nazwę technologii CtPress.